# Массі Східний
Массі́ Схі́дний (фр. Massy-Est) — кантон у Франції, в департаменті Ессонн регіону Іль-де-Франс.

## Склад кантону
Кантон включає в себе 1 муніципалітет:
| Муніципалітет | Площа | Населення, осіб | Рік  |
| ------------- | ----- | --------------- | ---- |
| Массі*        | 5,47  | 18585           | 2007 |

* — лише східна частина міста Массі

## Консули кантону
| Період    | Консул               | Посада                         |
| --------- | -------------------- | ------------------------------ |
| 1985—1992 | Marie-Pierre Oprandi |                                |
| 1992—1998 | Odile Moirin         | Депутат Національної асамблеї  |
| 1998—2011 | Jérôme Guedj         | Член ради муніципалітету Массі |

| Франція | Це незавершена стаття з географії Франції. Ви можете допомогти проєкту, виправивши або дописавши її. |